# Spickard
Spickard és una població dels Estats Units a l'estat de Missouri. Segons el cens del 2000 tenia 315 habitants.

## Demografia
Segons el cens del 2000, Spickard tenia 315 habitants, 142 habitatges, i 78 famílies. La densitat de població era de 193,1 habitants per km².
Dels 142 habitatges en un 26,8% hi vivien nens de menys de 18 anys, en un 43% hi vivien parelles casades, en un 9,9% dones solteres, i en un 44,4% no eren unitats familiars. En el 37,3% dels habitatges hi vivien persones soles el 16,9% de les quals corresponia a persones de 65 anys o més que vivien soles. El nombre mitjà de persones vivint en cada habitatge era de 2,22 i el nombre mitjà de persones que vivien en cada família era de 2,96.
Per edats la població es repartia de la següent manera: un 27,3% tenia menys de 18 anys, un 6,7% entre 18 i 24, un 30,8% entre 25 i 44, un 20,3% de 45 a 60 i un 14,9% 65 anys o més.
L'edat mediana era de 38 anys. Per cada 100 dones de 18 o més anys hi havia 84,7 homes.
La renda mediana per habitatge era de 18.194 $ i la renda mediana per família de 17.059 $. Els homes tenien una renda mediana de 19.583 $ mentre que les dones 16.875 $. La renda per capita de la població era de 12.761 $. Entorn del 40,9% de les famílies i el 40,4% de la població estaven per davall del llindar de pobresa.

## Poblacions més properes
El següent diagrama mostra les poblacions més properes.